# Suxi
Suxi (kinesiska: 苏溪, 苏溪镇) är en köping i Kina. Den ligger i provinsen Jiangxi, i den sydöstra delen av landet, omkring 250 kilometer sydväst om provinshuvudstaden Nanchang. Antalet invånare är 19136. Befolkningen består av 9 327 kvinnor och 9 809 män. Barn under 15 år utgör 17,0 %, vuxna 15-64 år 73 %, och äldre över 65 år 8,0 %.
Genomsnittlig årsnederbörd är 1 972 millimeter. Den regnigaste månaden är maj, med i genomsnitt 316 mm nederbörd, och den torraste är oktober, med 32 mm nederbörd.